# Paul Mittelstedt
Paul Mittelstedt (* 22. Juli 1988 in Dresden) ist ein deutscher Kanute.

## Leben
Der Kanurennsportler des SC Neubrandenburg wurde bei den Kanurennsport-Weltmeisterschaften 2011 gemeinsam mit Norman Bröckl, Max Hoff und Robert Gleinert Weltmeister im Vierer-Kajak über 1000 m. Im Einer-Kajak über 500 m hatte er zuvor Rang neun belegt. Mittelstedt war wegen einer Erkrankung von Marcus Groß erst wenige Stunden vor dem Finale für den deutschen Vierer nachnominiert worden, der damit seine Chance auf die Olympiaqualifikation wahren sollte und dann überraschend zum Sieg fuhr. 
Zuvor hatte er bereits bei den Europameisterschaften 2011 im Einer-Kajak über 500 und 5000 m jeweils den vierten Platz belegt. Bei den U23-Europameisterschaften hatte er im Einer über 1000 m 2007 sowie 2010 den zweiten Platz belegt.
Paul Mittelstedt gehört der Sportfördergruppe der Bundespolizei an.